# Sobralia doremiliae
Sobralia doremiliae är en orkidéart som beskrevs av Robert Louis Dressler. Sobralia doremiliae ingår i släktet Sobralia och familjen orkidéer. Inga underarter finns listade i Catalogue of Life.